# 1083 Сальвія
1083 Сальвія (1083 Salvia) — астероїд головного поясу, відкритий 26 січня 1928 року.
Тіссеранів параметр щодо Юпітера — 3,545.